# Serrat dels Espinyers
El Serrat dels Espinyers és un turó de 644,8 m d'altitud, situat al mig del terme municipal d'Isona i Conca Dellà, pertanyent a l'antic terme d'Isona. Està situat just a ponent de la vila d'Isona, i té el vèrtex geodèsic 262091001. Està pràcticament del tot ocupat per la Granja dels Espinyers.
Arran de les millores dels accessos al poble d'Isona des de la carretera C-1412b els anys 2009 i 2010 s'hi van realitzar unes intervencions arqueològiques que van posar al descobert un jaciment arqueològic de 4500 m². Aquest jaciment va permetre estudiar la fase ibèrica i l'inici de la fase romana de la població d'Aeso, i va identificar indicis d'un campament militar romà i una gran quantitat de sitges, amb datacions d'entre el segle III i I aC.